# سیلوانو پیترا
سیلوانو پیترا (به ایتالیایی: Silvano Pietra) یک کومونه در ایتالیا است که در استان پاویا واقع شده‌است.

## خصوصیات
سیلوانو پیترا ۱۳٫۸ کیلومترمربع مساحت و ۷۲۳ نفر جمعیت دارد.